# Kapucínský klášter v Mariánské

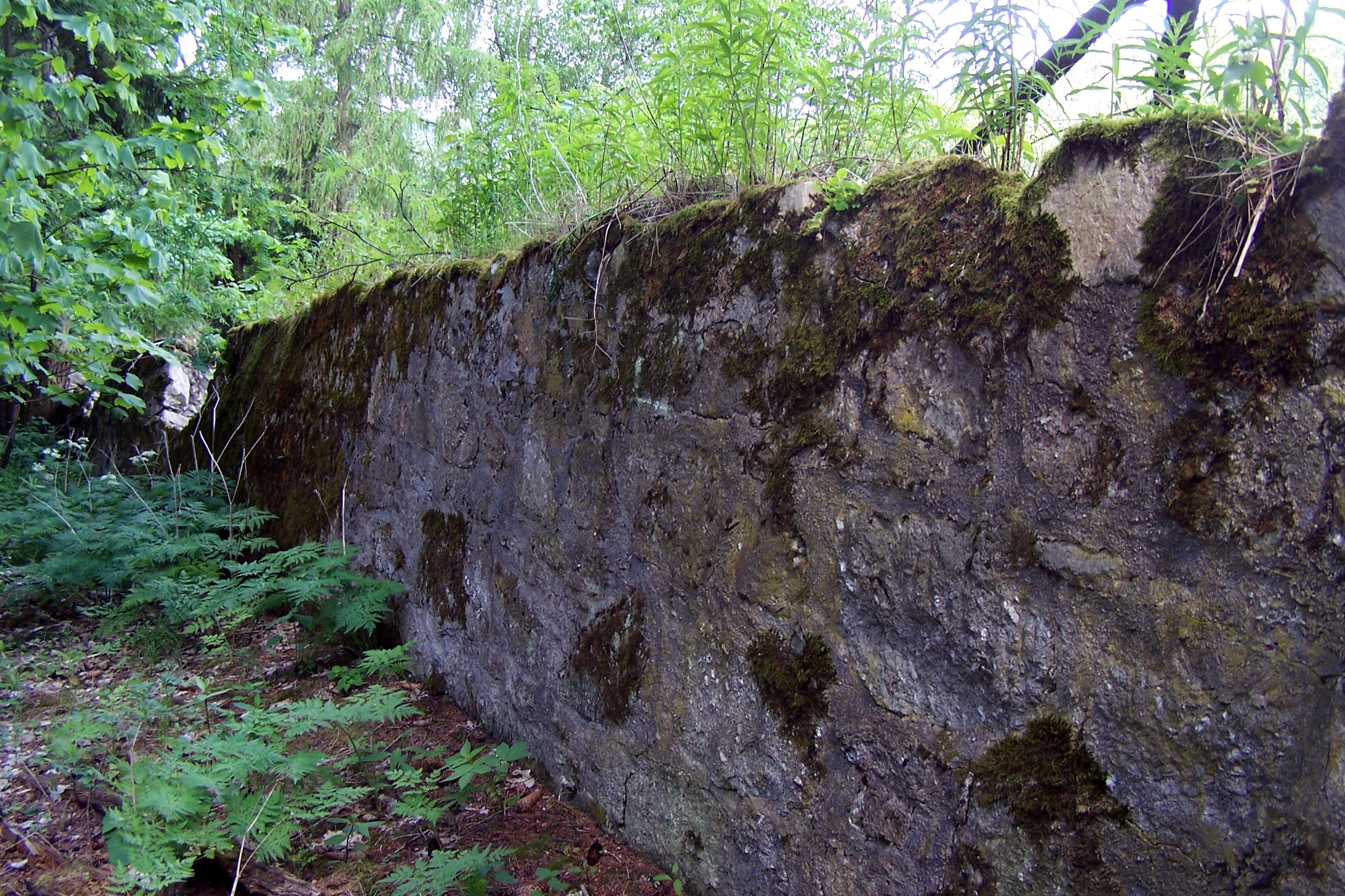
Zbytky kláštera v Mariánské

Kapucínský klášter v Mariánské (německy Kloster Mariasorg) byl kapucínský klášter při poutním místě osady Mariánská  v Krušných horách v okrese Karlovy Vary v Karlovarském kraji, na západ od Jáchymova a nedaleko hory Plešivec. V roce 1948 byl klášter zabaven na základě obvinění z protistátní činnosti. V letech 1949–1960 využívaly areál bývalého kláštera represivní složky SNB, střežící trestanecké tábory Mariánská a Rovnost. V roce 1965 byla bývalá klášterní budova spolu s kostelem a kaplí zbořena.

## Historie
V polovině čtrnáctého století je zde zmiňována poustevna Jana Niaviuse, který prorokoval vznik, pád a nový rozvoj města, které vznikne nedaleko. Na počátku šestnáctého století zde vznikla osada Nový Sorg. Po třicetileté válce zde byla v letech 1692-93 postavena na místě poustevny dřevěná kaple. Od roku 1694 se začaly konat na Mariánské k dřevěné kapli se soškou Marie poutě. V roce 1699 zde hornické bratrstvo z Jáchymova nechalo postavit kamenný kostel Nanebevzetí Panny Marie s prosbou o oživení upadajícího hornictví. Následujícího roku byla při kostele zřízena poustevna. Roku 1754 byl kostel propůjčen řádu kapucínů, kteří si u poutního chrámu postavili klášter. Součástí areálu byl i klášterní kostel svatého Františka z Assisi, který byl dokončen roku 1765. Kapucíni vykonávali duchovní službu jak na Mariánské, tak v okolních obcích. 
Klášter byl násilně zrušen na podzim roku 1948, jeho budovy zabrány státem a využívány správou sousedního pracovního tábora jako kasárna SNB a vyšetřovna StB. Komplex kláštera i s oběma kostely byl zbořen roku 1965. Milostná soška Panny Marie byla po zrušení kláštera předána děkanství v Jáchymově. Někdejší areál kláštera byl poté v majetku Západočeského kraje, který na Mariánské zřídil v roce 1962 Ústav pro péči o osoby se zdravotním postižením.

## Současnost

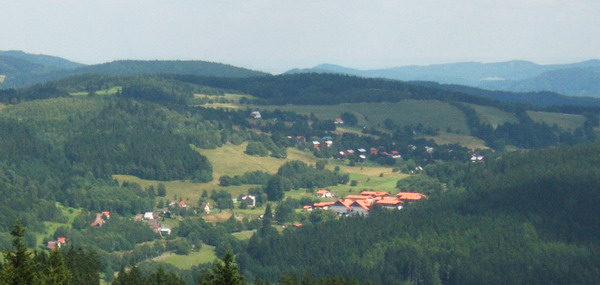
Mariánská z rozhledny na vrcholu Plešivce

Na místě zbořeného kláštera zůstávají obvodové klášterní zdi a drobná torza základů rozbořených budov. Místo bývalého poutního místa připomíná pouze cedulka turistického značení. Domky bývalé osady Mariánská byly přebudovány na privátní rekreační chaty. Obcí prochází dálková cyklotrasa Euregio Egrensis.